# Acer changii
Acer changii é uma espécie de árvore do gênero Acer, pertencente à família Aceraceae.